# Лоръл Холоуман
Лоръл Холоуман (на английски: Luarel Holloman) е американска актриса и художничка. Hай-известна с ролята си на Тина Кенард в американско-канадския сериал „Ел Връзки“.

## Биография
Холоуман е родена в Чапъл Хил, Северна Каролина на 23 май 1971. Посещава Севернокаролинския университет, където следва актьорско майсторство, но след едва една година учение се мести в Чикаго, където става част от театрална трупа. Образованието си продължава в Лос Анджелис, а след дипломирането си през 1994 заминава за Ню Йорк. Там тя участва в няколко постановки в някои от по-значимите театри в града. Дебютът ѝ на големия екран е във филма на гей тематика „The Incredibly True Adventure of Two Girls in Love“, който е представен на Филмовия фестивал Сънданс и е приет положително от критиката. Следват редица участия във филми от независимото кино, но никоя особено открояваща се.
Холоуман постига реален успех с ролята си на бисексуалната Тина Кенард в продуцирания от Showtime сериал „Ел Връзки“. За тази си роля през 2005 актрисата печели награда Златен сателит в категорията Най-добра женска роля в драма сериал. След общо 70 епизода и 6 сезона сериалът приключва през 2009. Последната ѝ екранна изява до този момент е в тийн сериала „Gigantic“, където има поддържаща роля.
Холоуман е разведена и с две деца. Освен като актриса тя професионално се занимава и с рисуване.